# NGC 87
NGC 87 é uma galáxia irregular (IBm/P) localizada na direcção da constelação de Phoenix. Possui uma declinação de -48° 37' 44" e uma ascensão recta de 0 horas, 21 minutos e 14,2 segundos.
A galáxia NGC 87 foi descoberta em 30 de Setembro de 1834 por John Herschel.